# Малкото пони: Филмът
„Малкото пони: Филмът“ (на английски: My Little Pony: The Movie) е анимационен филм от 2017 г., базиран на анимационния сериал „Малкото пони: Приятелството е магия“, който е част от четвъртото въплъщение на поредицата „Малкото пони“ от „Хасбро“. Филмът е режисиран от Джейсън Тисен, по сценарий на Мегън Маккарти, Майкъл Вогел, Джо Баларини и Рита Хсиао, и е продуциран от Брайън Голднър, Стивън Дейвис, Марша Гуендолин Джоунс и Хейвън Александър. Озвучаващия състав се състои от Узо Адуба, Ашли Бол, Емили Блънт, Кристин Ченоует, Тей Дигс, Андрея Либман, Майкъл Пеня, Зоуи Салдана, Лийв Шрайбър, Сия Фърлър, Табита Сейнт Джърмейн, Тара Стронг и Кати Уеслък.
Филмът е продуциран от „Алспарк Пикчърс“ на „Хасбро“ и е анимиран от DHX Studios Vancouver на DHX Media, който използва традиционна анимация, създадена от Toon Boom Harmony. Премиерата на филма се състои на 24 септември 2017 г. в Ню Йорк Сити, и е пуснат на 6 октомври 2017 г. в Съединените щати от Lionsgate, и в Канада от Entertainment One.

## Актьорски състав
- Тара Стронг – Сумрачна Искрица
- Ребека Шойчет – Сумрачна искрица (вокал)
- Ашли Бол – Бързоногата дъгичка / Яблъчица
- Андрея Либман – Розовка / Срамежливка
- Шанън Чан-Кент – Розовка (вокал)
- Табита Сейнт Джърмейн – Чаровница
- Казуми Евънс – Чаровница (вокал)
- Кати Уеслък – Спайк
- Емили Блънт – Тъмната сянка
- Майкъл Пеня – Грубър
- Лийв Шрайбър – Кралят на бурите
- Тей Дигс – Капър
- Зоуи Салдана – Капитан Харпия
- Кристин Ченоует – Принцеса Звездица
- Узо Адуба – Кралица Ново
- Сия Фърлър – Сонгбърд Серенаде

## В България
В България филмът е пуснат по кината на 13 октомври 2017 г. от „Лента“.
Излъчва се многократно по Кино Нова.

### Синхронен дублаж
| Роля              | Изпълнител                                         |
| ----------------- | -------------------------------------------------- |
| Сумрачна Искрица  | Боряна Йорданова                                   |
| Бързонога Дъга    | Кръстина Кокорска                                  |
| Ябълчица          | Мария Бояджиева                                    |
| Пинки Пай         | Татяна Етимова                                     |
| Чаровница         | Весела Делчева                                     |
| Срамежливка       | Александрия Чальовски                              |
| Спайк             | Живко Джуранов                                     |
| Вихър             | Надежда Панайотова                                 |
| Крал Буря         | Петър Върбанов                                     |
| Капър             | Момчил Степанов                                    |
| Капитан Селано    | Антоанета Георгиева                                |
| Принцеса Звездица | Ралица Стоянова                                    |
| Принцеса Луна     | Ралица Стоянова                                    |
| Кралицата         | Василка Сугарева                                   |
| Звънка Серенада   | Елена Грозданова                                   |
| Принцеса Селестия | Елена Грозданова                                   |
| Ликс Спитъл       | Цветослава Симеонова (диалог) Живка Донева (вокал) |
| Принцеса Каданс   | Живка Донева                                       |
| Мъфинс            | Живка Донева                                       |
| Вера              | Цветослава Симеонова                               |
| Биг Макинтош      | Георги Стоянов                                     |
| Бойл              | Георги Стоянов                                     |
| Мори              | Атанас Сребрев                                     |
| Върко             | Атанас Сребрев                                     |
| Други гласове     | Анатолий Божинов Денислав Димчев                   |

| Обработка                           | Александра Аудио    |
| ----------------------------------- | ------------------- |
| Режисьор на дублажа                 | Георги Стоянов      |
| Музикален режисьорПревод на песните | Десислава Софранова |
| Тонрежисьор                         | Мартин Станев       |

- В конкурса „Малък звезден глас“ на Cinema City печели 10-годишната Александрия Чальовски (Лекси), която дава гласа си на Срамежливка, една от най-любимите й герои в поредицата.[11]